# Сегура, Хорхе
Хо́рхе Андре́с Сегу́ра Портокарре́ро (англ. Jorge Andres Segura Portocarrero; род. 18 июля 1997 года, Сарсаль, Колумбия) — колумбийский футболист, полузащитник болгарского клуба «Локомотив» из Пловдива.

## Клубная карьера
Сегура — воспитанник клуба «Энвигадо». 10 апреля 2016 года в матче против «Форталеса Сипакира» он дебютировал в Кубке Мустанга. 21 августа в поединке против «Рионегро Агилас» Хорхе забил свой первый гол за «Энвигадо». В 2017 году Сегура перешёл в английский «Уотфорд». Летом того же года Хорхе для получения игровой практики на правах аренды перешёл в испанский «Реал Вальядолид».

## Международная карьера
В 2017 года Сегура в составе молодёжной сборной Колумбии принял участие в молодёжного чемпионата Южной Америки в Эквадоре. На турнире он сыграл в матчах против команд Парагвая, Бразилии и дважды Эквадора.